# مزاعم الإبادة الجماعية في هجوم حماس على إسرائيل عام 2023
هناك مزاعم بأن عملية طوفان الأقصى تُشكل إبادة جماعية ضد الإسرائيليين. في سياق الهجوم، هاجم المسلحون الفلسطينيون تجمعات سكانية ومهرجانًا موسيقيًا وقواعد عسكرية في المنطقة الجنوبية (إسرائيل) المعروفة باسم غلاف غزة. أدى الهجوم، الذي وُصف بأنه موجة من الفظائع، إلى مقتل 1,139 شخصًا،[بحاجة لمصدر] ثلثاهم من المدنيين تم اختطاف ثلاثة عشر جنديًا من الجيش الإسرائيلي و230 رجلاً وامرأة وطفلًا من جميع الأعمار وأخذوا كرهائن إلى قطاع غزة. وصفت هذه الأعمال بأنها تشكل انتهاك واضح للقانون الدولي، ووصفته منظمة هيومن رايتس ووتش بجريمة حرب[بحاجة لمصدر].
اتهم كل طرف من أطراف الحرب الفلسطينية الإسرائيلية 2023 الطرف الآخر بارتكاب إبادة جماعية. وفي العاشر من تشرين الأول/أكتوبر، وصف المبعوث الفلسطيني لدى الأمم المتحدة رياض منصور أعمال إسرائيل بأنها "ليست أقل من إبادة جماعية". في اليوم التالي لإعلان يوآف غالانت عن الحصار الشامل على غزة (2023- 2024)، عندما صرح غالانت أنه "لن يُسمح بدخول الكهرباء ولا الطعام ولا الماء ولا الوقود" إلى قطاع غزة. مضيفاً "نحن نقاتل حيوانات بشرية ونتصرف وفقا لذلك".